# Israels herrlandslag i ishockey
Israels herrlandslag i ishockey representerar Israel i ishockey. Efter VM 2013 rankades Israel som 39:e i världen.
Laget spelade sin första match den 22 mars 1992, då man utklassades med 4-23 av Spanien under världsmästerskapets C2-grupp i Johannesburg.
En enda gång har man spelat i B-VM, vilket skedde under VM i ishockey 2006.

## VM-statistik

### 1987-2006
| VM-Turneringar    | Matcher | Segrar | Oavgjorda | Förluster | Gjorda mål | Insläppta mål | Poäng |
| ----------------- | ------- | ------ | --------- | --------- | ---------- | ------------- | ----- |
| A-VM              | 0       | 0      | 0         | 0         | 0          | 0             | 0     |
| B-VM/Division I   | 5       | 0      | 0         | 5         | 3          | 47            | 0     |
| C-VM/Division II  | 46      | 17     | 5         | 24        | 146        | 277           | 39    |
| D-VM/Division III | 23      | 12     | 3         | 8         | 115        | 73            | 27    |

### 2007-
| VM-Turneringar | Matcher | Segrar | Förluster | Sudden deaths-/Straffläggningssegrar | Sudden deaths-/Straffläggningsförluster | Gjorda mål | Insläppta mål | Poäng |
| -------------- | ------- | ------ | --------- | ------------------------------------ | --------------------------------------- | ---------- | ------------- | ----- |
| VM             | 0       | 0      | 0         | 0                                    | 0                                       | 0          | 0             | 0     |
| Division I     | 0       | 0      | 0         | 0                                    | 0                                       | 0          | 0             | 0     |
| Division II    | 49      | 15     | 27        | 3                                    | 4                                       | 181        | 281           | 55    |
| Division III   | 4       | 3      | 0         | 1                                    | 0                                       | 52         | 7             | 11    |

- ändrat poängsystem efter VM 2006, där seger ger 3 poäng istället för 2 och att matcherna får avgöras genom sudden death (övertid) och straffläggning vid oavgjort resultat i full tid. Vinnaren får där 2 poäng, förloraren 1 poäng.

### Fotnoter
1. ↑  ”National Teams of Ice Hockey”. Arkiverad från originalet den 6 juni 2012. https://web.archive.org/web/20120606114141/http://nationalteamsoficehockey.com/uploads/Israel_All_Time_Results.pdf. Läst 29 augusti 2011.